# 江崎俊平
江崎 俊平（えざき しゅんぺい、1926年11月14日 - 2000年12月20日）は、日本の小説家、城郭・歴史研究家。福岡県生まれ。日本大学中退。いわゆる時代小説を多く書き、春陽文庫に収められている。

## 著書
- 素浪人大名 大和出版 1957 のち春陽文庫
- はな唄剣士 大和出版 1957
- 振袖女大名 大和出版 1957 のち春陽文庫
- 勇み肌素浪人 大和出版 1958
- 美剣士大名 大和出版 1958
- 変幻振袖若衆 大和出版 1958
- 大江戸暴れん坊 大和出版 1958 のち春陽文庫
- 若殿千両笠 大和出版 1958 のち春陽文庫
- 若さま七変化 大和出版 1958
- 濡れ髪剣士 大和出版 1958
- 江戸の恋浪人 和同出版社 1959 のち春陽文庫
- みだれ無念流 東京文芸社 1959 のち春陽文庫
- かげろう使者 『村上党縁起』綺談 東京文芸社 1959 のち春陽文庫
- 風来恋飛脚 東京文芸社 1959
- 闇法師変化 東京文芸社 1959-1960 のち春陽文庫
- 江戸ぶし変化 東京文芸社 1959 のち春陽文庫
- 絵図姫人形 浪速書房 1959
- 御家人ばやし 東京文芸社 1960
- 巷の素浪人 東京文芸社 1960
- 白面剣士 アサヒ芸能出版 1960 のち春陽文庫
- 忍者往来 東京文芸社 1960 のち春陽文庫
- 黒風秘文 東京文芸社 1960 「黒風組秘文」春陽文庫
- 夕雲峠 浪速書房 1960-1961 のち春陽文庫
- 江戸の風来坊 浪速書房 1960 のち春陽文庫
- 月の素浪人 東京文芸社 1960 のち春陽文庫
- 江戸放浪記 東京文芸社 1960
- 三代の悲願 大和出版 1960
- 流離の剣 浪速書房 1960 のち春陽文庫
- 黒百合秘帖 東京文芸社 1960 のち春陽文庫
- 花の無頼剣 東京文芸社 1961 のち春陽文庫
- かげろう峠 浪速書房 1961 のち春陽文庫
- 朝焼け秘帖 浪速書房 1961
- 浪人街道 浪速書房 1961 のち春陽文庫
- 気まぐれ大名 東京文芸社 1961 のち春陽文庫
- 花の武士道 三洋出版社 1961 のち春陽文庫
- 紅蜘蛛系図 東京文芸社 1961
- 闇変化 三洋出版社 1961 のち春陽文庫
- 恋残月 三洋出版社 1961 のち春陽文庫
- 妖鬼の街 光風社 1961
- 月夜の使者 三洋出版社 1961 のち春陽文庫
- まぼろし坂 光風社 1961
- 月夜笛 光風社 1962
- 孤剣士峠 青樹社 1962 のち春陽文庫
- 千両鷹 青樹社 1962 のち春陽文庫
- 孤剣街道 青樹社 1962 のち春陽文庫
- 浪人絵図 青樹社 1962
- 霧の城 光風社 1962
- 鬼面の辻 光風社 1962 のち春陽文庫
- 血汐絵図 青樹社 1962 のち春陽文庫
- 無頼の灯 ねずみ小僧行状記 光風社 1962 のち春陽文庫
- 剣侠一代 光風社 1962 のち春陽文庫
- 暗闇大名 青樹社 1962
- 残月峠 光風社 1963
- 黒蜘蛛秘文 青樹社 1963
- 消えた若殿 青樹社 1963 のち春陽文庫
- 風と奔流の陣 光風社 1963
- 神変天狗侍 青樹社 1963 「神変天狗剣」春陽文庫
- 江戸群狼記 光風社 1963
- ひとり鷹 光風社 1963 のち春陽文庫
- 恋月江戸ごよみ 青樹社 1963 のち春陽文庫
- 闇姫呪文 青樹社 1963
- 夜に来た男 青樹社 1963
- 悲情の門 青樹社 1963
- 秘文 圭文館 1963
- 飛騨党始末記 青樹社 1964
- 朝姫夕姫 青樹社 1964 のち春陽文庫
- 日本武将列伝 社会思想社・現代教養文庫 1965
- 近世大名列伝 社会思想社・現代教養文庫 1967
- 赤穂浪士 春陽文庫 1968
- 名城物語 春陽文庫 1969
- 夕鶴城 春陽堂書店 1969（サン・ポケット・ブックス）
- 日本剣豪列伝 社会思想社・現代教養文庫、1970 のち志茂田誠諦共著で学研M文庫
- 日本名匠列伝 社会思想社・現代教養文庫、1970 のち志茂田誠諦共著で学研M文庫
- 物語柳生宗矩 社会思想社・現代教養文庫 1971
- 江戸っ子大名 春陽文庫 1971
- 城 その伝説と秘話 日貿出版社 1973
- おもかげ大名 春陽文庫 1973
- 江戸の野獣たち 春陽文庫 1974
- まぼろし絵図 春陽文庫 1974
- 影法師推参 春陽文庫 1975
- 江戸の小天狗 春陽文庫 1977.8
- 月夜に来た男 春陽文庫 1977.12
- 日本の城 朝日ソノラマ 1978（カラーフォト・シリーズ）
- 振袖伝奇 春陽文庫 1978.8
- 三日月悲帖 春陽文庫 1979.7
- 闇姫伝奇 春陽文庫 1979.8
- 花の素浪人 春陽文庫 1979.10
- 剣は流れる 春陽文庫 1980.6
- 黒十字秘文 春陽文庫 1980.9
- 姫人形絵図 春陽文庫 1981.5
- 捨扶持一万石 春陽文庫 1981.7
- 黒雲岳秘帖 春陽文庫 1982.4
- 若殿恋しぐれ 春陽文庫 1982.9
- むらさき剣士 春陽文庫 1982.10
- 織田信長 決断と行動の武将 社会思想社・現代教養文庫 1983
- 豊臣秀吉 天下取りの機智と戦略 社会思想社・現代教養文庫 1983
- 名城伝説 社会思想社・現代教養文庫 1983
- 徳川家康 乱世をいかに生きぬいたか 社会思想社・現代教養文庫 1983
- 恋風無明剣 春陽文庫 1984.3
- 若さま紅変化 春陽文庫 1985.12
- 三匹の鼠 ねずみ小僧次郎吉外伝 春陽文庫 1985.3
- 幽霊谷異聞 春陽文庫 1986.10
- 鍔鳴り抜刀流 春陽文庫 1986.6
- 素浪人只今推参 春陽文庫 1987.6
- 変幻去来坂 春陽文庫 1988.3
- 若さま太平記 春陽文庫 1990.12
- 気まぐれ侍 春陽文庫 1991.10
- 間違いだらけの人物史 八重岳書房 1992.4 「真実の江戸人物史」志茂田誠諦共著 ぶんか社文庫
- 美女系図 春陽文庫 1993.6
- 日月剣士 春陽文庫 1995.12
- なりひら侍 春陽文庫 1995.5
- 浪人三国志 春陽文庫 1996.4
- 戦国無情 春陽文庫 1996.8